# Alfredo Ovando Candia
Alfredo Ovando Candia (Cobija, 6 aprile 1918 – La Paz, 24 gennaio 1982) è stato un politico, generale e dittatore boliviano. È stato Presidente della Bolivia de facto tre volte: dal 26 maggio 1965 al 2 gennaio 1966 assieme a René Barrientos Ortuño, dal 2 gennaio al 6 agosto 1966 e dal 26 settembre 1969 al 7 ottobre 1970.

## Biografia
Alfredo Ovando è nato nel 1918, figlio di una famiglia di immigrati dall'Europa, la famiglia di suo padre dell'Estremadura e sua madre piemontese. Ha iniziato i suoi studi scolastici nel 1924 presso la scuola di Ayacucho nella città di La Paz; da adolescente Alfredo si unì nel 1933 al Collegio militare dell'esercito.